# Davita Prendergast
Davita Prendergast (6 dicembre 1984) è una velocista giamaicana.

## Palmarès
| Anno | Manifestazione      | Sede           | Evento      | Risultato  | Prestazione | Note             |
| ---- | ------------------- | -------------- | ----------- | ---------- | ----------- | ---------------- |
| 2002 | Mondiali juniores   | Kingston       | 400 m piani | Semifinale | 53"76       |                  |
| 2002 | Mondiali juniores   | Kingston       | 4×400 m     | 4ª         | 3'31"90     |                  |
| 2007 | Giochi panamericani | Rio de Janeiro | 400 m piani | 5ª         | 51"90       |                  |
| 2007 | Giochi panamericani | Rio de Janeiro | 4×400 m     | 4ª         | 3'28"74     |                  |
| 2007 | Mondiali            | Osaka          | 4×400 m     | Argento    | 3'19"73     | Record nazionale |
| 2011 | Mondiali            | Taegu          | 4×400 m     | Argento    | 3'18"71     | Record nazionale |